# لئونارد برنستاین
لئونارد برنستاین (انگلیسی: Leonard Bernstein؛ ۲۵ اوت ۱۹۱۸ – ۱۴ اکتبر ۱۹۹۰) رهبر، آهنگساز، پیانیست، مدرس موسیقی و مؤلف آمریکایی بود. او را یکی از مهم‌ترین رهبران ارکستر زمان خود می‌دانند و نخستین رهبر ارکستر آمریکایی بود که مورد تحسین بین‌المللی قرار گرفت. به گفتهٔ دونال هناهان، منتقد و روزنامه‌نگارِ حوزهٔ موسیقی، برنشتاین «به‌طور شگفت‌انگیزی یکی از با استعدادترین و موفق‌ترین موسیقی‌دانان تاریخ آمریکا» بود. او در طول دوران فعالیتش افتخارات گوناگونی شامل هفت جایزه امی، دو جایزه تونی و ۱۶ جایزه گرمی دریافت کرد و نیز نامزد جایزه اسکار شد. در سال ۱۹۸۱ جایزه مرکز کندی به او داده شد.
برنستاین در دانشگاه هاروارد تحصیل کرد و با کار در فیلارمونیک نیویورک شهرت یافت. او رهبر یهودی ارکستر موسیقی کلاسیک در جهان بود و آثار زیادی نوشت که از مشهورترین آن‌ها می‌توان به نمایش‌های موزیکال داستان وست ساید، پیتر پن و شهر شگفت‌انگیز ، اپرای کندید  (که قطعهٔ «بدرخش و شاد باش» از آن بسیار مشهور است)، و موسیقی فیلم در بارانداز اشاره کرد.
برنستاین نخستین رهبر ارکستر آمریکایی‌تبار بود که رهبری یک ارکستر سمفونیک شاخصِ آمریکایی را بر عهده گرفت. او سرپرست موسیقی فیلارمونیک نیویورک بود و رهبری ارکسترهای بزرگ جهان را بر عهده داشت و میراث قابل توجهی از آثار شنیداری و تصویری بر جا گذاشت. برنستاین همچنین در احیای مدرن موسیقی گوستاو مالر (که بیشترین علاقه را به موسیقی او داشت) نقش مهمی ایفا کرد. به‌عنوان پیانیست چیره‌دست، برنستاین اغلب کنسرتوهای پیانو را از روی کیبورد رهبری می‌کرد. او نخستین رهبر ارکستری بود که موسیقی کلاسیک را در تلویزیون با مخاطبان انبوه از طریق ده‌ها برنامهٔ ملی و بین‌المللی از جمله کنسرت جوانان با فیلارمونیک نیویورک به اشتراک گذاشت و بررسی کرد.
برنستاین علاوه بر موسیقی، یک بشردوست بود و در پشتیبانی از جنبش حقوق مدنی نقش داشت؛ به جنگ ویتنام اعتراض کرد و طرفدار خلع سلاح هسته‌ای بود. او همچنین به‌منظور تحقیقات و آگاهی راجع به اچ‌آی‌وی/ایدز، پول جمع‌آوری می‌کرد و در طرح‌های بین‌المللی متعددی به‌منظور حقوق بشر و صلح جهانی مشارکت داشت. او سمفونی رستاخیزِ مالر را به مناسبت مرگ رئیس‌جمهور جان اف. کندی اجرا و پس از جنگ شش‌روزه، کنسرتی را در اسرائیل برگزار کرد. او در پایان عمر، سمفونی شماره ۹ بتهوون را در برلین به‌منظور بزرگداشت سقوط دیوار برلین اجرا کرد.

## زندگی شخصی

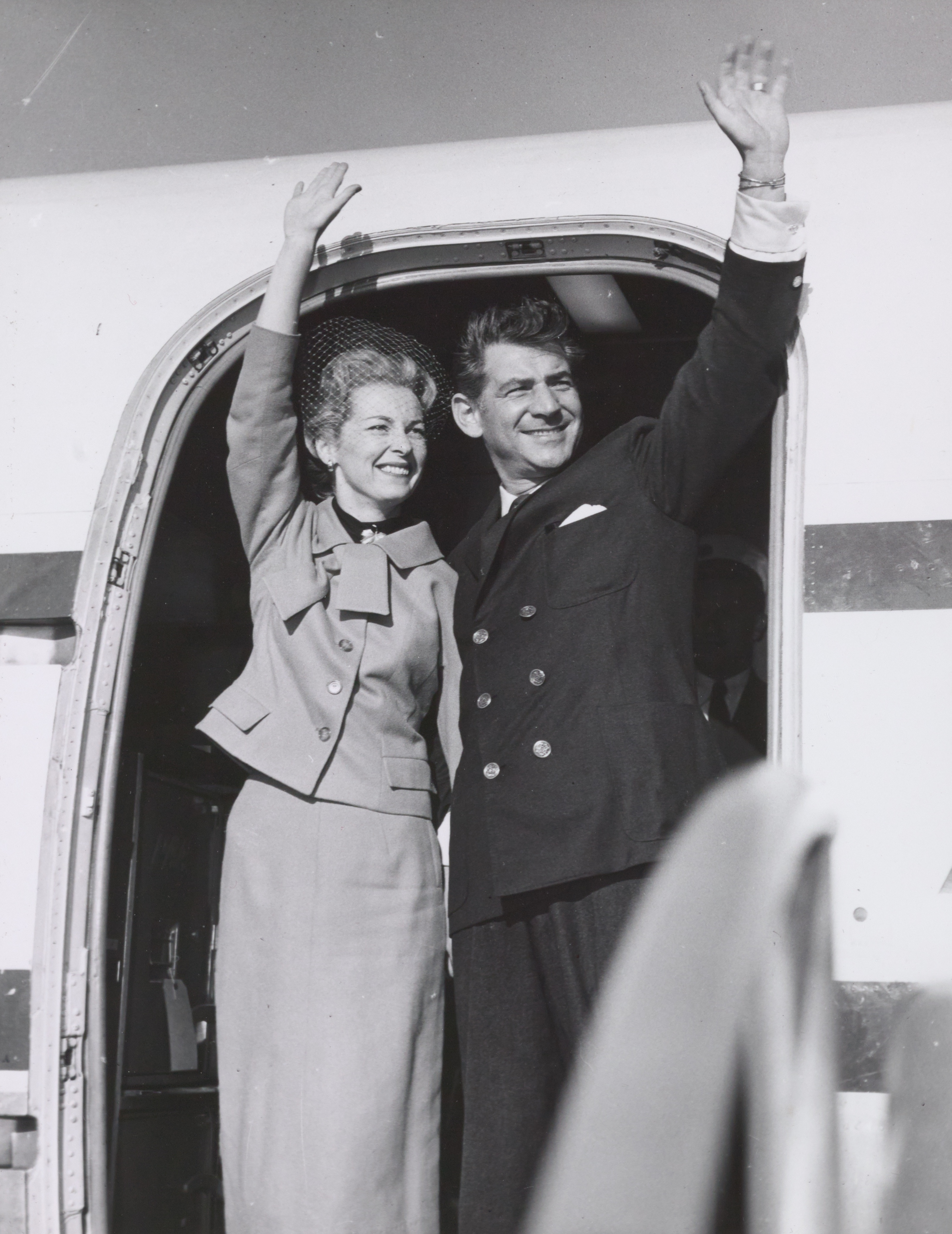
لئونارد و فلیشا برنستاین در سال ۱۹۵۷ هنگام سفر به اسرائیل

برنستاین دو خواهر و برادر کوچکتر داشت. این سه کودک با والدینشان، در حومهٔ بوستون در جامعه‌ای از اکثریت مهاجران یهودی اروپای شرقی زندگی می‌کردند. برنستاین به آسم مبتلا بود و این وضعیت او را از خدمت در ارتش هنگام جنگ جهانی دوم بازداشت.
برنستاین در سال ۱۹۵۱ با بازیگر فلیشا مانتیلگره کوهن ازدواج کرد. آن‌ها سه فرزند داشتند. خانواده برنستاین در شهر نیویورک و فیرفیلد، کنتیکت زندگی می‌کردند. برنستاین در هر یک از خانه‌های خود یک استودیو با پیانو داشت. محتویات استودیوی سابق او در دانشکده موسیقی جاکوبز دانشگاه ایندیانا نگهداری می‌شود.
برنستاین با مردان و زنان رابطه داشت. در آوریل ۱۹۴۳ او از آرون کوپلند در خصوص زندگی به‌عنوان همجنس‌گرا در انظار عمومی مشاوره خواست. او در ژوئیهٔ همان سال در نامه‌ای به دیوید اوپنهایم دوباره به این موضوع اشاره کرد. آدولف گرین چند ماه بعد در نامه‌ای از برنستاین دربارهٔ وضعیت این ایده پرسید. فلیشا در نامه‌ای خصوصی که پس از ازدواجشان نوشته شد، گرایش جنسی همسرش را تأیید کرد؛ او نوشت: «تو همجنس‌گرا هستی و ممکن است هرگز تغییر نکنی — تو به احتمال یک زندگی پنهانی اعتراف نمی‌کنی اما اگر آرامش ذهنی، سلامتی و کل سیستم عصبی‌ات به یک الگوی جنسی خاص بستگی دارد، چه کاری می‌توانی انجام دهی؟»
در سال ۱۹۷۶، برنستاین برای مدتی فلیشا را ترک کرد تا در کالیفرنیای شمالی با تام کوتران (محقق موسیقی که به او کمک کرده بود) زندگی کند. سال بعد، فلیشا به سرطان ریه مبتلا شد. برنستاین بازگشت و تا زمان مرگش از او مراقبت کرد. برنستاین تا زمان مرگش در ۱۴ اکتبر ۱۹۹۰ به روابط با مردان ادامه داد.